# Михаил Арнаудов (свещеник)
 Тази статия е за свещеника.  За българския историк и етнограф вижте Михаил Арнаудов.  За българския писател Михаил Георгиев Арнаудов вижте Михаил Лъкатник.
Михаил Симеонов Арнаудов е български свещеник и революционер, член на Етрополския таен революционен комитет.

## Биография
Роден е в 1848 година. Неговите дядо и баба (Цено и Дана) се преселват от Македония в Етрополе. Татко му е Симеон Ценов(ич) Арнаудов (1815 – 1868), а майка му е Стайка Банчова. Негов братовчед е революционерът Симеон Кръстев. Михаил Арнаудов се жени за Стояна Спасова през 1867 г. Ръкополжен е за свещеник в 1870 година от тогавашния митрополит Антим Видински. Поп Михаил е член на тайния революционен комитет, създаден от Васил Левски и преследван по тази причина от турците. Участва в създаването на читалище „Напредък“ в Етрополе. Дарител е на храм „Свети Георги“ в Етрополе. Братовчед му Симеон Кръстев загива като четник в четата на Хаджи Димитър по време на сраженията на Длъжки дол (8 – 10 юли 1878).
Прапраправнук на поп Михаил е Юлиан Ангелов, организационен секретар на ВМРО-БНД.

## Галерия
- Поп Михаил Арнаудов и трима от синовете му
- Сподвижници на Васил Левски в Етрополе
- Родословие на Арнаудови от Етрополе
- Табло със снимка на свещеник Михаил Арнаудов в етрополския музей